# HC TS Varnsdorf
HC TS Varnsdorf (celým názvem: Hockey Club Technické služby Varnsdorf) je český klub ledního hokeje, který sídlí ve Varnsdorfu, městě ve Šluknovském výběžku v Ústeckém kraji. Založen byl v roce 1987. Muži nastupují v Krajském hokejovém přeboru, kde jsou jejich soupeři například mužstva České Lípy, Lomnice nad Popelkou nebo Frýdlantu. Klubové barvy jsou červená, modrá a bílá.
Své domácí zápasy odehrává na zimním stadionu Varnsdorf.

## Přehled ligové účasti
Stručný přehled
Zdroj:
- 2006–2007: Ústecký krajský přebor (4. ligová úroveň v České republice)
- 2007–2009: Liberecký krajský přebor (4. ligová úroveň v České republice)
- 2009–2010: Liberecká krajská liga (4. ligová úroveň v České republice)
- 2010–2015: bez soutěže
- 2015– : Liberecká krajská liga (4. ligová úroveň v České republice)

Jednotlivé ročníky
Zdroj:
Legenda: ZČ - základní část, červené podbarvení - sestup, zelené podbarvení - postup, fialové podbarvení - reorganizace, změna skupiny či soutěže
| Česko (2006 – )                                                                               |                          |           |          |                                       |                         |
| Sezóny                                                                                        | Soutěž                   | Úroveň    | ZČ       | Play-off, nadstavba, sk. o udržení... | Poznámky                |
| 2006/07                                                                                       | Ústecký krajský přebor   | 4. úroveň | 8. místo |                                       | Přechod do jiného kraje |
| 2007/08                                                                                       | Liberecký krajský přebor | 4. úroveň | 4. místo | Semifinále                            |                         |
| 2008/09                                                                                       | Liberecký krajský přebor | 4. úroveň | 6. místo | Předkolo                              | Reorganizace            |
| 2009/10                                                                                       | Liberecká krajská liga   | 4. úroveň | 6. místo |                                       | Odstoupení ze soutěže   |
| V letech 2010–2015 byl klub bez A-mužstva, v soutěžích přihlášena pouze mládežnická družstva. |                          |           |          |                                       |                         |
| 2015/16                                                                                       | Liberecká krajská liga   | 4. úroveň | 6. místo | Zápas o 5. místo (prohra)             |                         |
| 2016/17                                                                                       | Liberecká krajská liga   | 4. úroveň | 7. místo |                                       |                         |
| 2017/18                                                                                       | Liberecká krajská liga   | 4. úroveň | 5. místo |                                       |                         |
| 2018/19                                                                                       | Liberecká krajská liga   | 4. úroveň | 6. místo |                                       |                         |
| 2019/20                                                                                       | Liberecká krajská liga   | 4. úroveň | 6. místo |                                       |                         |
| 2020/21                                                                                       | Liberecká krajská liga   | 4. úroveň | –. místo |                                       | Zrušeno                 |
| 2021/22                                                                                       | Liberecká krajská liga   | 4. úroveň | 7. místo |                                       |                         |
| 2022/23                                                                                       | Liberecká krajská liga   | 4. úroveň | 5. místo | Čtvrtfinále                           |                         |
| 2023/24                                                                                       | Liberecká krajská liga   | 4. úroveň | 8. místo |                                       |                         |